# Marco Stiepermann
Marco Stiepermann (Dortmund, 9 februari 1991) is een Duits voetballer die als middenvelder speelt.
Stiepermann doorliep de gehele jeugdopleiding van Borussia Dortmund. Hij speelde voor het tweede team maar kwam nauwelijks aan bod bij het eerste team waarmee hij in 2011 wel Duits landskampioen werd. Hij speelde op huurbasis voor Alemannia Aachen. Via Energie Cottbus en SpVgg Greuther Fürth kwam hij in 2016 bij VfL Bochum. In 2017 werd Stiepermann door Norwich City aangetrokken. Met de club won hij in het seizoen 2018/19 de Championship. In het seizoen 2019/20 speelde hij met Norwich City in de Premier League maar degradeerde.
Stiepermann was Duits jeugdinternational en speelde in de Duitse selecties onder 15 tot onder 20.